# Ad-hoc-Publizität
Die Ad-hoc-Publizität ist eine Publizität, bei welcher die Emittenten von Finanzinstrumenten bestimmte Publizitätspflichten zu erfüllen haben.
Der Wortbildung liegt die Lateinische Phrase Ad hoc (deutsch „zu diesem Zweck“, „aus dem Augenblick heraus“) zugrunde. Die aus diesen Pflichten resultierenden Mitteilungen werden als Ad-hoc-Mitteilung, Börsenmitteilung oder oft auch als Pflichtmitteilung bezeichnet. Bis zum 3. Juli 2016 war die Ad-hoc-Publizität im deutschen Wertpapierhandelsgesetz (WpHG) geregelt. Seitdem ist sie in allen EU-Mitgliedstaaten im Wesentlichen einheitlich in der Marktmissbrauchsverordnung (MMVO) geregelt. Hierbei handelt es sich um eine europäische Verordnung, die der Bekämpfung von Insidergeschäften und Marktmanipulationen auf dem Kapitalmarkt dient.
Die Pflicht zur Ad-hoc-Publizität fordert Unternehmen dazu auf, Insiderinformationen so schnell wie möglich zu veröffentlichen, damit sie die Teilnehmer des Kapitalmarkts zur Kenntnis nehmen können. Hierdurch soll dem Insiderhandel vorgebeugt werden. Eng verwandt mit der Pflicht zur Veröffentlichung von Ad-hoc-Mitteilungen ist die Meldepflicht für Eigengeschäfte von Führungskräften nach Art. 19 MMVO.

## Rechtsgrundlagen
Rechtsgrundlage ist die Verordnung (EU) Nr. 596/2014 vom 16. April 2014 über Marktmissbrauch und zur Aufhebung der Richtlinie 2003/6/EG des Europäischen Parlaments und des Rates und der Richtlinien 2003/124/EG, 2003/125/EG und 2004/72/EG der Kommission – Marktmissbrauchsverordnung.

### Pflicht zur Ad-hoc-Publizität, Art. 17 Absatz 1 Unterabsatz 1 MMVO
Art. 17 Absatz 1 Unterabsatz 1 MMVO verpflichtet Emittenten von Wertpapieren zur unverzüglichen Veröffentlichung von Insiderinformationen, die ihn unmittelbar betreffen. Als Insiderinformationen gelten nach Artikel 7 Absatz 1 a MMVO Informationen über Umstände, die hinreichend konkret sowie nicht öffentlich bekannt sind und sich eignen, den Börsenkurs eines Wertpapiers erheblich zu beeinflussen. Im Fall zugelassener Schuldverschreibungen ist demgegenüber maßgeblich, ob sich die Information potentiell die Fähigkeit des Emittenten, seinen Verpflichtungen nachzukommen, beeinträchtigt. Typischerweise erstreckt sich die Publizitätspflicht somit auf bedeutende Beschlüsse leitender Organe, bedeutende Geschäftsabschlüsse, Umstrukturierungen und Unternehmensübernahmen.
Während § 15 WpHG a. F., der Vorläufer von Art. 17 MMVO, die Publizitätspflicht lediglich auf den Handel am organisierten Markt erstreckte, bezieht Art. 17 MMVO zusätzlich den Freiverkehr, also den Geschäftsverkehr außerhalb des regulierten Markts, mit ein. Der Emittent muss die Information so bald wie möglich bekanntgeben. Diese zeitliche Grenze wird gewahrt, indem die Information ohne schuldhaftes Zögern veröffentlicht wird.
Die Publizitätspflicht soll verhindern, dass aktuelle Informationen Insidern vorbehalten bleiben. Hierdurch wird vermieden, dass Insider Sonderwissen zu ihrem eigenen Vorteil ausnutzen. Auch wird auf diese Weise gewährleistet, dass die Teilnehmer des Kapitalmarkts über die Informationen verfügen, die sie benötigen, um die Preise von Finanzinstrumenten zutreffend zu bewerten. Damit ergänzt die Ad-hoc-Publizität das Verbot des Insiderhandels: Während das Verbot den Handel mit Insiderwissen mit Strafe bedroht, soll der Zwang zur Ad-hoc-Publizität verhindern, dass Insiderwissen entsteht.

### Publizitätsverfahren
Eine zu veröffentlichende Ad-hoc-Meldung ist vor ihrer Veröffentlichung der Bundesanstalt für Finanzdienstleistungsaufsicht (BaFin) und den Börsengeschäftsführungen bekannt zu geben (§ 15 WpHG). Insbesondere die Börsen entscheiden dann, ob der Aktienkurs ausgesetzt werden sollte, wenn zu extreme Marktreaktionen zu erwarten sind. Auf diese Vorabmitteilungen folgt die Veröffentlichung in überregionalen Börsenpflichtblättern und elektronisch betriebenen, weit verbreiteten Informationsverbreitungssystemen, die gemäß § 3b Abs. 3 Wertpapierhandelsanzeige- und Insiderverzeichnisverordnung (WpAIV) im Regelfall zumindest in deutscher Sprache vorzunehmen ist.
Fast ausschließlich erfolgt die Veröffentlichung von Meldungen über von den Emittenten beauftragte Ad-hoc-Dienstleister. Dieses sind im deutschsprachigen Raum insbesondere die EQS Group (vormals DGAP Deutsche Gesellschaft für Ad-hoc-Publizität mbH) und die Nachrichtenagentur Pressetext. Diese Gesellschaften erhalten dabei, meist direkt per Eingabe im Onlineformular, die zu veröffentlichende Mitteilung. Anschließend wird die Mitteilung an die BaFin und die Deutsche Börse weitergeleitet. Später erfolgt die Weitergabe an überregionale Nachrichtenagenturen wie Bloomberg, Dow Jones und Thomson Reuters, die die Meldung veröffentlichen. Hierdurch wird die von Art. 17 Absatz 1 MMVO geforderte Bereichsöffentlichkeit hergestellt. Nach wie vor ist dieser Vorabversand an BaFin und Börsenaufsicht auch per Fax verpflichtend. Die anschließende Weiterleitung und Veröffentlichung erfolgt 30 Minuten nach dem Vorabversand an BaFin und Börse. In dieser Zeit trifft insbesondere die Börsenführung die Entscheidung, ob bei einer Nachricht auf die extreme Kursreaktionen erwartet werden, für eine gewisse Weile die offizielle Preisermittlung und somit der Börsenhandel ausgesetzt wird. Weiterhin ist eine Übermittlung der Meldungen an das Unternehmensregister verpflichtend, das als einzige quasi offizielle Zentralstelle alle Ad-hoc-Mitteilungen auch veröffentlicht.
Entgegen der weit verbreiteten Annahme, dass Veröffentlichungen von Ad-hoc-Mitteilungen möglichst außerhalb der Handelszeiten erfolgen sollten, ist entgegengesetztes der Fall. So hat die BaFin in einem Schreiben an die Emittenten explizit darauf hingewiesen, Ad-hoc-Mitteilungen möglichst während der Handelszeiten zu veröffentlichen, um so möglichst gleichzeitig alle Marktteilnehmer, die zu Handelszeiten aktiv sind, zu erreichen. Obwohl viele Bekanntgaben schon vor Handelszeiten erfolgen, um so den Marktteilnehmern die Zeit zu geben über die Nachrichten erst in Ruhe nachzudenken und dann zu handeln, erfolgen insbesondere Bekanntgabe und Durchführung von Accelerated Bookbuildings zur aktiven Marktzeit, oft sogar in der Nachmittagszeit, wenn deutsche und amerikanische Börsen geöffnet haben.
Je nach Art der ad-hoc-pflichtigen Mitteilung hat der Gesetzgeber verschiedene Meldefristen bestimmt. Für das Über- oder Unterschreiten von Meldeschwellen liegt die Frist bei vier Handelstagen.

## Befreiung von der Mitteilungspflicht

### Voraussetzungen nach Art. 17 Absatz 4 Unterabsatz 1 MMVO
a) die unverzügliche Offenlegung wäre geeignet die berechtigten Interessen des Emittenten oder Teilnehmers am Markt für Emissionszertifikate zu beeinträchtigen,
b) die Aufschiebung der Offenlegung wäre nicht geeignet, die Öffentlichkeit irrezuführen,
c) der Emittent oder Teilnehmer am Markt für Emissionszertifikate kann die Geheimhaltung dieser Informationen sicherstellen.
Nach Art. 17 Absatz 4 MMVO kann sich ein Emittent von der Pflicht zur Mitteilung einer Insiderinformation befreien.
Das setzt zum einen voraus, dass die unverzügliche Offenlegung geeignet wäre, berechtigte Interessen des Publizitätspflichtigen zu beeinträchtigen. Ein Interesse ist gemäß § 6 Abs. 1 Satz 1 WpAIV berechtigt, wenn es im Einzelfall ein größeres Gewicht als das allgemeine Interesse an der rechtzeitigen Information des Kapitalmarkts besitzt. Nach § 6 Abs. 1 Satz 2 WpAIV liegt im Regelfall ein berechtigtes Interesses vor, wenn sich die Information auf laufende Geschäfte oder Verhandlungen bezieht, deren Bekanntwerden den Börsen- oder Marktpreis erheblich beeinflussen und Interessen der Anleger gefährden kann. Häufig trifft dies beispielsweise auf Unternehmenskäufe zu, da eine verfrühte Veröffentlichung entsprechender Informationen die Durchführung des Kaufs gefährden kann. Ein Geheimhaltungsinteresse kann ebenfalls hinsichtlich der Vorbereitung einer Sanierung bestehen.
Zum anderen darf sich die Aufschiebung der Veröffentlichung nicht dazu eignen, die Öffentlichkeit irrezuführen. Dem Emittenten ist es somit verboten, am Markt ein Verhalten zu zeigen, das im Widerspruch zur geheim gehaltenen Insiderinformation steht.
Schließlich muss der Pflichtige gewährleisten können, dass die Informationen bis zu ihrer Veröffentlichung geheim gehalten werden. Hierzu muss er gemäß § 7 WpAIV sicherstellen können, dass die Information nur an solche Personen gelangt, die auf diese zur Wahrnehmung ihrer Aufgaben beim Emittenten angewiesen sind. Dass die Vertraulichkeit der Information nicht mehr gewährleistet ist, kann nach Art. 17 Absatz 7 Unterabsatz 2 MMVO vermutet werden, wenn ein hinreichend präzises Gerücht über die Information bekannt wird.
Liegen diese drei Voraussetzungen vor, ist der Emittent berechtigt, die Information zurückzuhalten. Dieses Recht zur Selbstbefreiung besteht, solange sämtliche Voraussetzungen gegeben sind. Fällt eine Voraussetzung nachträglich weg, muss der Emittent die Veröffentlichung daher nachholen.

### Erfordernis eines Beschlusses
Der Regelung des Art. 17 Abs. 4 MMVO entsprach der frühere § 15 Abs. 3 WpHG a. F. Hinsichtlich dieser Norm war in der Rechtswissenschaft umstritten, ob es sich um eine Ausnahme von der Publizitätspflicht handelte, die bereits kraft Gesetzes wirkte, oder ob ein Beschluss des grundsätzlich Publizitätspflichtigen erforderlich war. Der Bundesgerichtshof bezog zu diesem Streit im für die rechtliche Behandlung der Ad-hoc-Publizitätspflicht grundlegenden Geltl-Fall, in dem ein Beschluss über die Selbstbefreiung unterblieben war, keine Stellung. Vielmehr verwies er auf die Figur des rechtmäßigen Alternativverhaltens, die einer Haftung entgegenstehen kann, selbst wenn die Selbstbefreiung beschlossen werden muss. Nach dieser Figur kann die Haftung entfallen, wenn der Emittent, der eine Insiderinformation ohne Beschluss der Selbstbefreiung nicht veröffentlicht, eine solche Selbstbefreiung hätte beschließen können.

### Voraussetzungen nach Art. 17 Absatz 5 MMVO
Eine zusätzliche Möglichkeit der Selbstbefreiung räumt Art. 17 Abs. 5 MMVO Kredit- und Finanzinstituten ein. Diese können sich befreien, wenn die Offenlegung der Insiderinformationen die finanzielle Stabilität des Emittenten und des Finanzsystems beeinträchtigen kann, der Aufschub der Veröffentlichung im öffentlichen Interesse liegt, die Geheimhaltung der Information gewährleistet werden kann und die zuständige Behörde dem Aufschub vor dem Beschluss der Selbstbefreiung zustimmt.

## Zivilrechtliche Folgen eines Verstoßes gegen die Veröffentlichungspflicht

### Haftung des Emittenten
Die Verletzung der Publizitätspflicht kann zu Schadensersatzansprüchen der Anleger gegen den Emittenten führen. Die Schadensersatzansprüche werden durch die §§ 97, § 98 WpHG geregelt.

#### § 97 WpHG
1.  die Finanzinstrumente nach der Unterlassung erwirbt und er bei Bekanntwerden der Insiderinformation noch Inhaber der Finanzinstrumente ist oder
2.  die Finanzinstrumente vor dem Entstehen der Insiderinformation erwirbt und nach der Unterlassung veräußert.
(2) Nach Absatz 1 kann nicht in Anspruch genommen werden, wer nachweist, dass die Unterlassung nicht auf Vorsatz oder grober Fahrlässigkeit beruht.
(3) Der Anspruch nach Absatz 1 besteht nicht, wenn der Dritte die Insiderinformation im Falle des Absatzes 1 Nr. 1 bei dem Erwerb oder im Falle des Absatzes 1 Nr. 2 bei der Veräußerung kannte.
(4) Weitergehende Ansprüche, die nach Vorschriften des bürgerlichen Rechts auf Grund von Verträgen oder vorsätzlichen unerlaubten Handlungen erhoben werden können, bleiben unberührt.
(5) Eine Vereinbarung, durch die Ansprüche des Emittenten gegen Vorstandsmitglieder wegen der Inanspruchnahme des Emittenten nach Absatz 1 im Voraus ermäßigt oder erlassen werden, ist unwirksam.
§ 97 WpHG ist einschlägige Regelung, wenn es der Emittent pflichtwidrig versäumt, eine Insiderinformation zu veröffentlichen. Eine Haftung setzt voraus, dass der Anleger ein Wertpapier erwirbt, auf das sich die zu veröffentlichende Information bezieht. § 97 Absatz 1 WpHG benennt zwei Situationen, in denen ein solcher Erwerb zu einem Schadensersatzanspruch führen kann. Zum einen ist dies der Fall, wenn der Erwerber ein Papier nach der unterlassenen oder unrichtigen Veröffentlichung erwirbt und bis zum öffentlichen Bekanntwerden der Information hält. Zum anderen kommt ein Anspruch in Betracht, wenn der Erwerber das Papier vor der unterlassenen Veröffentlichung erwirbt und nach dieser veräußert.
Die Kausalität zwischen der Pflichtverletzung des Emittenten und des Schadens ist vom Anspruchssteller, dem Anleger, zu beweisen. Hierbei ist in der Rechtswissenschaft umstritten, welche Anforderungen an den Kausalitätsnachweis zu stellen sind. Teilweise wird der Nachweis der fehlerhaften Preisbildung für ausreichend gehalten, da die Publizitätspflicht dazu diene, eine korrekten Preisbildung am Kapitalmarkt zu gewährleisten. Zudem sei es dem Anleger im Regelfall nicht möglich, den Kausalitätsnachweis zu führen. Andere fordern den Nachweis eines konkreten, unmittelbar durch das pflichtwidrige Handeln des Emittenten verursachten Schadens. Ein solcher kann beispielsweise darin liegen, dass der Anleger das Wertpapier nicht erworben hätte, wäre die Ad-hoc-Mitteilung ordnungsgemäß veröffentlicht worden. Diese Auffassung stützt sich auf den Wortlaut des § 97 WpHG, der sich auf den durch die Unterlassung entstandenen Schaden bezieht.
Mit den Voraussetzungen des Kausalitätsnachweis eng verbunden ist die Frage nach dem Umfang der Schadensersatzpflicht. Die Rechtsprechung geht hierbei seit der IKB-Entscheidung von einem Wahlrecht des Geschädigten aus: Zum einen kann der Anspruchssteller den Ersatz des Kursdifferenzschadens verlangen. Hierbei handelt es sich um die Differenz zwischen dem tatsächlichen Kurs und dem Kurs, der bei pflichtgemäßer Veröffentlichung der Ad-hoc-Mitteilung bestanden hätte. Sofern der Anleger also ein Wertpapier zu günstig verkauft oder zu teuer gekauft hat, kann er Schadensersatz in Höhe der Differenz zum Preis verlangen, der bei pflichtgemäßer Veröffentlichung bestanden hätte. Gelingt dem Erwerber darüber hinaus der Beweis, dass er bei Veröffentlichung der Ad-hoc-Mitteilung das Wertpapier nicht erworben hätte, kann er zusätzlich sein Papier gegen Wertersatz in Höhe des Kaufpreises zurückgeben. Dies steht im Einklang mit dem Verbot der Anlagenrückgewähr aus § 57 des Aktiengesetzes (AktG) und dem Verbot des Erwerbs eigener Aktien aus § 71 AktG.
Nach § 97 Absatz 2 WpHG ist der Schadensersatzanspruch ausgeschlossen, wenn der Emittent nachweist, dass das Unterlassen der Veröffentlichung der Ad-hoc-Meldung nicht auf Vorsatz oder grober Fahrlässigkeit beruht. Ebenfalls ist die Haftung nach § 97 Absatz 3 WpHG ausgeschlossen, wenn der Anspruchssteller die verschwiegene Tatsache oder die Unrichtigkeit der veröffentlichten Information bei Erwerb oder Veräußerung des Wertpapiers kennt, da er in diesem Fall nicht schutzwürdig ist.

#### § 98 WpHG
1.  die Finanzinstrumente nach der Veröffentlichung erwirbt und er bei dem Bekanntwerden der Unrichtigkeit der Insiderinformation noch Inhaber der Finanzinstrumente ist oder
2.  die Finanzinstrumente vor der Veröffentlichung erwirbt und vor dem Bekanntwerden der Unrichtigkeit der Insiderinformation veräußert.
(2) Nach Absatz 1 kann nicht in Anspruch genommen werden, wer nachweist, dass er die Unrichtigkeit der Insiderinformation nicht gekannt hat und die Unkenntnis nicht auf grober Fahrlässigkeit beruht.
(3) Der Anspruch nach Absatz 1 besteht nicht, wenn der Dritte die Unrichtigkeit der Insiderinformation im Falle des Absatzes 1 Nr. 1 bei dem Erwerb oder im Falle des Absatzes 1 Nr. 2 bei der Veräußerung kannte.
(4) Weitergehende Ansprüche, die nach Vorschriften des bürgerlichen Rechts auf Grund von Verträgen oder vorsätzlichen unerlaubten Handlungen erhoben werden können, bleiben unberührt.
§ 98 Absatz 1 WpHG bezieht sich auf die Veröffentlichung einer inhaltlich falschen Ad-hoc-Meldung. Die Tatbestandsvoraussetzungen der Norm entsprechen im Übrigen denen des § 97 WpHG. Daher besteht auch bei § 97 WpHG das Wahlrecht des Anspruchsstellers, sofern ihm ein umfassender Kausalitätsbeweis gelingt. Teilweise wird eine Beweiserleichterung dahingehend vorgeschlagen, dass die Anforderungen an den Kausalitätsnachweis absinken, wenn der Anspruchssteller nachweist, dass die falsche Information zu einer positiven Anlegerstimmung am Kapitalmarkt geführt hat.

### Haftung des Vorstands
Neben der Haftung des Emittenten kann eine persönliche Haftung seines Vorstands in Betracht kommen. Eine solche Haftung kann nach bisheriger Rechtsprechung nur auf das allgemeine Deliktsrecht des Bürgerlichen Gesetzbuchs (BGB) gestützt werden. In Betracht kommt insbesondere eine Haftung wegen vorsätzlicher sittenwidriger Schädigung nach § 826 BGB. Das setzt voraus, dass der Vorstand einen anderen in einer gegen die guten Sitten verstoßenden Weise einem anderen vorsätzlich Schaden zufügt. Ein solches Verhalten liegt beispielsweise, wenn der Vorstand bewusst eine falsche Meldung veröffentlicht. Besondere Schwierigkeiten bereitet allerdings auch hier der Nachweis der Kausalität, also der Nachweis des Anlegers, dass seine Kaufentscheidung durch die Informationspflichtverletzung beeinflusst wurde. Gelingt dieser Kausalitätsbeweis, kann der Anleger verlangen, so gestellt zu werden, als hätte er die Wertpapiere nicht erworben. Er erhält dann den Erwerbspreis vom Beklagten erstattet, muss diesem freilich die Übertragung der Aktien anbieten. Hat der Anleger die Aktien zwischenzeitlich verkauft, ist der Verkaufserlös auf den Schadensersatzanspruch anzurechnen. Gelingt ihm jedoch lediglich der Nachweis, dass die Mitteilung den Börsenkurs beeinflusst hat, kommt nach den Grundsätzen der IKB-Entscheidung zumindest ein Anspruch auf Ersatz des Kursdifferenzschadens in Betracht.
Eine Haftung aus § 823 Absatz 2 BGB setzt voraus, dass der Schädiger ein Schutzgesetz verletzt. Bei einem Schutzgesetz handelt es sich um eine Norm, die zumindest auch dem Schutz von Individualinteressen dient. Als solches Schutzgesetz kommt die Pflicht zur Ad-hoc-Publizität aus Art. 17 MMVO in Betracht. Der Für den Vorläufer dieser Norm, § 15 WpHG, wurde die Schutzgesetzeigenschaft verneint, da die Norm nicht dem Schutz des einzelnen Anlegers, sondern der Gesamtheit der Anleger diente. Diese Intention brachte der Gesetzgeber während des Gesetzgebungsverfahrens deutlich zum Ausdruck. Auch Art. 17 MMVO bezweckt in erster Linie den Schutz des Kapitalmarkts als solchen. Ob diese Norm ein Schutzgesetz darstellt, ist daher in der Rechtswissenschaft umstritten.
Einige Rechtswissenschaftler befürworten ferner eine Schadensersatzpflicht nach den Grundsätzen der allgemeinen zivilrechtlichen Prospekthaftung. Hiergegen wird eingewandt, dass sich diese Haftung aufgrund der unterschiedlichen Zielsetzungen von Verkaufsprospekt und Ad-hoc-Publizität nicht übertragen lasse.

## Öffentlich-rechtliche Folgen eines Verstoßes gegen die Veröffentlichungspflicht
Nach § 39 Absatz 3d Nummern 6-11 WpHG stellt ein Verstoß gegen die Veröffentlichungspflicht eine Ordnungswidrigkeit dar. Diese kann nach § 39 Absatz 4a Satz 2 Nummer 2 WpHG bis zu zweieinhalb Millionen Euro und zwei Prozent des Gesamtumsatzes, den das Unternehmen im der Behördenentscheidung vorangegangenen Geschäftsjahr erzielt hat, betragen.

## Missbrauch
Die große Beachtung von Ad-hoc-Meldungen im Kapitalmarkt verleitet manche Emittenten dazu, Ad-hoc-Meldungen zu PR-Zwecken zu nutzen. Zur Zeit des Neuen Marktes war diese Praxis weit verbreitet: Die Zahl der jährlich veröffentlichten Ad-hoc-Meldungen verfünffachte sich in den Jahren 1995–2000. Eine empirische Studie von André Güttler belegt den Missbrauch von Ad-hoc-Meldungen durch Teilnehmer des Neuen Marktes.
Mit dem 4. Finanzmarktförderungsgesetz (2002) präzisierte der Gesetzgeber den zulässigen Inhalt von Ad-hoc-Meldungen. Die Veröffentlichung sonstiger Angaben, die nicht unter die Veröffentlichungspflicht fallen, ist seither untersagt und kann mit Bußgeldern geahndet werden. Agenturen wie die DGAP reagierten darauf mit der Einrichtung paralleler Verbreitungskanäle für Pressemeldungen. Durch diese Maßnahmen konnte der Missbrauch der Ad-hoc-Publizität eingedämmt, wenn auch nicht vollständig verhindert werden.
Ein kurzer Absatz mit allgemeinen Angaben zur Geschäftstätigkeit des Unternehmens wird in Ad-hoc-Meldungen toleriert.